# Orwell (Vermont)
Orwell város az USA Vermont államában, Addison megyében. Lakosainak száma 1239 fő (2020. április 1.).

## Népesség
A település népességének változása:

| 2010 | 1 250 |
| 2020 | 1 239 |